# 보크 구상체

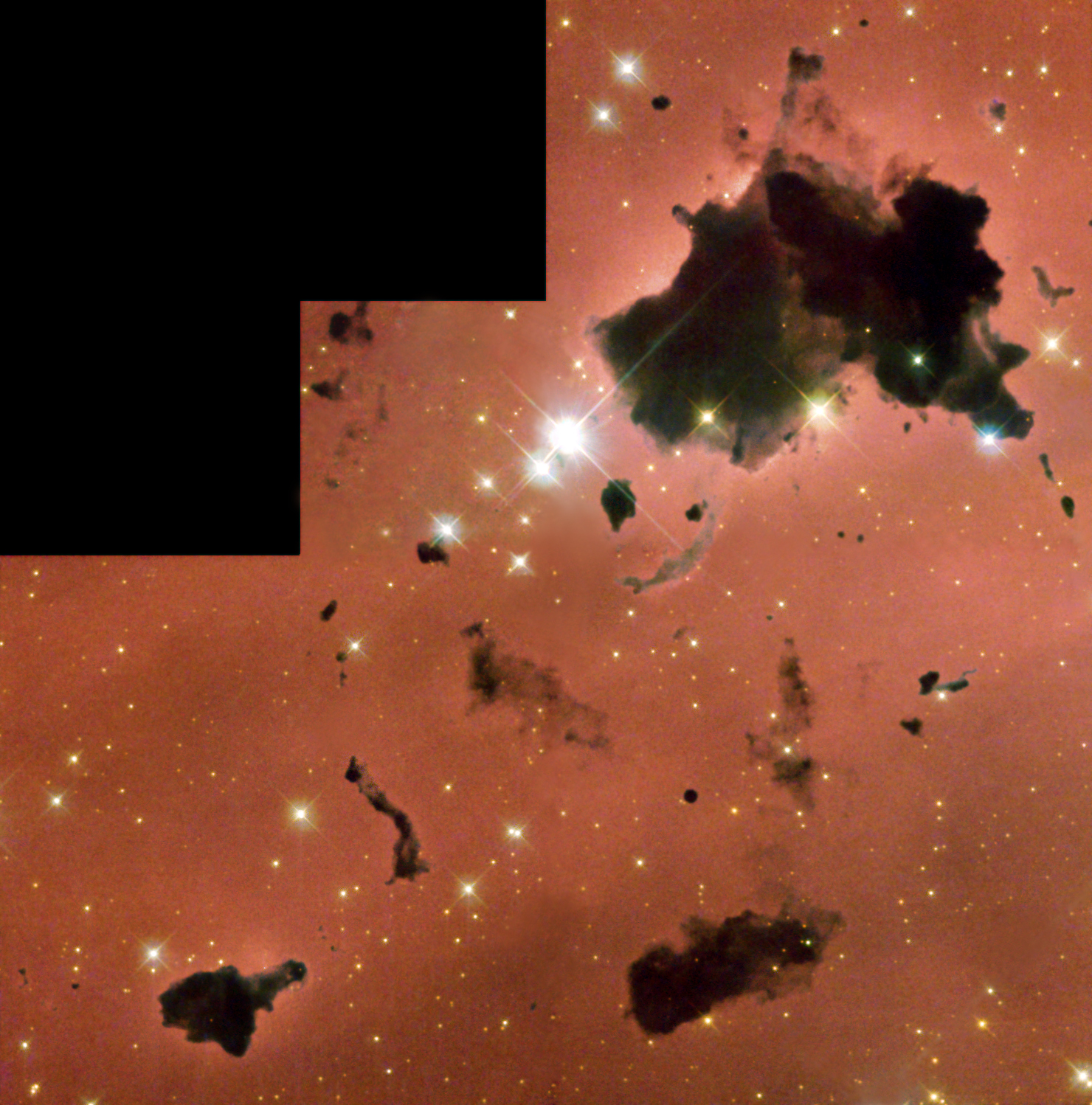
IC 2944 H II 영역 내에 있는 보크구상체. 허블 우주 망원경의 WFPC2로 촬영.

보크 구상체(Bok globule)는 별이 태어나는, 짙은 먼지와 가스로 이루어진 어두운 구름이다. 보크 구상체는 H II 영역에서 주로 발견되며 질량은 태양의 10 ~ 50배, 영역의 크기는 1광년 정도에 이른다. 구상체의 주요 성분은 수소 분자 및 산화탄소, 헬륨과 1퍼센트 정도의 규산염 구름이다. 보크 구상체 속에서는 보통 쌍성이나 다중성들이 탄생한다.
보크구상체는 천문학자 바트 보크가 1940년 최초로 발견했다. 1947년 발표한 논문에서 보크와 E. F. 리얼리는 이들 구상체 내부는 가스가 중력 수축을 일으켜 항성 및 성단을 만드는 장소라고 주장했다. 그러나 보크 구상체 내부는 가시광선으로 볼 수 없으며 당시의 관측 기술로는 구상체 내부에서 어떤 일이 일어나는지를 알 수 없었기 때문에 보크의 주장을 입증할 방법이 없었다. 그러나 1990년대 이들을 적외선 영역으로 관측한 결과 구상체 내부에서 별들이 태어나고 있음이 밝혀졌다.
관측이 더 심화되면서 구상체 내에 따뜻한 물질들이 숨어 있거나, 허빅-아로 천체가 있거나, 분자로 된 기체의 방출이 있음이 확인되었다. 1밀리미터 파장으로 구상체의 방출선을 조사한 결과 중심부에서 생겨나는 원시별 표면으로 물질들이 낙하하고 있음이 확인되었다.
보크구상체는 아직 연구할 여지가 많은 천체이다. 이 곳은 우주에서 가장 차가운 곳(3켈빈)이며, 구성 양상 및 가스의 밀도는 아직 수수께끼로 남아 있다. 근적외선 소광 현상을 통해 기둥밀도를 도출하거나, 또는 구상체의 특성을 밝혀줄 항성을 탐사하는 정도가 지금까지 이 천체를 연구하기 위해 적용된 방법들이다.

## 같이 보기
- 새커리의 구상체
- 분자운
  - 버나드 68 (Barnard 68)
  - CG 4
- 성운
  - 발광성운
    - IC 2944
    - NGC 281